# European Cheer Union
European Cheer Union (ECU) är ett europeiskt förbund som verkar för samarbete och utveckling av sporten cheerleading. ECU har 34 medlemsorganisationer, som alla representerar var sitt land.
ECU arrangerar EM i cheerleading och arrangerar utbildningar för domare och tränare.